# Thiago Matias
Thiago do Carmo Matias, mais conhecido como Thiago Matias (São Paulo, 17 de Outubro de 1982), é um ex-futebolista brasileiro que atuava como zagueiro.

## Carreira
Iniciou a carreira no Palmeiras, de São Paulo, no ano de 2000. Sua estréia foi na vitória do Palmeiras de 2x0 sobre o Fluminense. Após quase 4 temporadas no clube paulista, se transferiu para o Londrina.
A partir do Londrina, Thiago Matias passou por diversos clubes, entre os quais Ponte Preta e Santo André.
Em 2009, foi contratado pelo Santa Cruz para jogar o Campeonato Pernambucano de Futebol. ¹
Após o título de melhor zagueiro do pernambucano, foi vendido ao Ipatinga.
Thiago Matias retornou ao Santa Cruz para jogar o Pernambucano 2011, no qual o Santa sagrou-se campeão, e a Série D, porém foi contratado pelo Ceará para suprir a vaga deixada por Diego Sacoman, contundido.
Estreou pelo Ceará no dia 11 de setembro de 2011, onde sua equipe empatou de 1x1 com o Atlético Goianiense, inclusive quase marcando um gol de cabeça. Em março, de 2012, Thiago Matias foi emprestado por 2 meses ao Itumbiara-GO.
No dia 25 de abril, Thiago Matias voltou ao Ceará após ser emprestado ao Itumbiara-GO e a diretoria do Vovô acertou a rescisão de contrato com o Ceará.
Em julho de 2012, Thiago Matias acertou com o Ipatinga. Depois, sem jogar pelo Ipatinga, acertou com o Guaratinguetá. Em dezembro, acertou para 2013, com o São José-SP.

## Títulos
Palmeiras
- Copa dos Campeões: 2000
- Torneio Rio-São Paulo: 2000

Santo André
- Campeonato Paulista - Série A2: 2008

Santa Cruz
- Campeonato Pernambucano: 2011

### Prêmios individuais
- Melhor Zagueiro do Campeonato Pernambucano: 2011

### Outras Conquistas
Palmeiras
- Taça Pedreira: 2002
- Taça Cidade de Jacutinga: 2002
- Troféu 177º Aniversário de Rio Claro: 2002
- Taça River: 2002